# Vyšné Rumanovo pliesko
Vyšné Rumanovo pliesko je karové jezero v nejvyšším stupni v Rumanové dolinky, která odbočuje ze Zlomiskové doliny ve Vysokých Tatrách na Slovensku. Má rozlohu 0,0420 ha. Je 32 m dlouhé a 19 m široké. Dosahuje maximální hloubky 1 m. Jeho objem činí 168 m³. Leží v nadmořské výšce 2128 m a je jedním z nejvýše položených tatranských ples. Je pojmenované podle horského vůdce 19. století Jánu Rumanovi Driečném, který působil v Tatrách.

## Okolí
Na západě se nad plesem zvedá hřeben vycházející z Vysoké přes Dračí štít a na východě Rumanov štít a Zlobivá. Na severu je Rumanovo sedlo a Ganek a na jihu Rumanovo pleso a Rumanovo oko.

## Vodní režim
Pleso nemá žádný povrchový přítok ani odtok. Náleží k povodí Ľadového potoka, který ústí do Popradského plesa. Rozměry jezera v průběhu času zachycuje tabulka:
| Rok     | Měření prováděl   | Rozloha ha | Délka m | Šířka m | Hloubka max.m | Objem m³ |
| ------- | ----------------- | ---------- | ------- | ------- | ------------- | -------- |
| 1961–67 | pracovníci TANAPu | 0,041      | 32      | 19      | [ 2 ]         | [ 2 ]    |
| 2005    | Gregor, Pacl      | 0,0420     | [ 2 ]   | [ 2 ]   | 1             | 168      |

## Přístup
Přístup je možný pěšky pouze s horským vůdcem od Popradského plesa. Do dolinky nevede žádná turistická značka.